# Megacalanus princeps
Megacalanus princeps is een eenoogkreeftjessoort uit de familie van de Megacalanidae. De wetenschappelijke naam van de soort is voor het eerst geldig gepubliceerd in 1883 door Brady.